# Česká hokejová extraliga 1998/1999
Česká hokejová extraliga 1998/1999 byla 6. ročníkem nejvyšší hokejové soutěže v České republice.

## Fakta
- 6. ročník samostatné české nejvyšší hokejové soutěže
- Nejlepší střelec základní části – Jan Hlaváč (HC Sparta Praha) – 33 branek
- Nejlepší nahrávač – David Výborný a Patrik Martinec (HC Sparta Praha) – 46 nahrávek
- Vítěz kanadského bodování – David Výborný (HC Sparta Praha):
  - Základní část – 52 utkání, 70 bodů / 24 branek + 46 nahrávek /
  - Play off – 8 utkání, 4 body / 1 branka + 3 nahrávky /
  - Celkem základní část + Play off – 60 utkání, 74 bodů / 25 branek + 49 nahrávek /
- Do 1. ligy sestoupila HC Dukla Jihlava
- V prolínací extraligové kvalifikaci uspěl HC Znojemští Orli (vítěz 1. ligy) proti HC Dukla Jihlava
- Po této sezóně extraligový hokej v Opavě (HC Bohemex Trade Opava) skončil, když jej jeho majitel, podnikatel Radim Masný převedl do Havířova. Tímto hraje od sezony 1999/2000 extraligový hokej HC Femax Havířov.

## Systém soutěže
Všech 14 účastníků se v základní části utkalo nejprve čtyřkolově každý s každým. Prvních 8 celků postoupilo do play off, které se hrálo na tři vítězná utkání. Celek na 14. místě musel svoji extraligovou příslušnost obhajovat v baráži o extraligu, do které postoupil vítěz základní části 1. ligy. Baráž o extraligu se hrála na 4 vítězná utkání.

## Konečná tabulka základní části
| Poř. | Tým                         | Z  | V  | R  | P  | VG  | OG  | B  |
| ---- | --------------------------- | -- | -- | -- | -- | --- | --- | -- |
| 1.   | HC Slovnaft Vsetín (C)      | 52 | 33 | 12 | 7  | 184 | 92  | 78 |
| 2.   | HC ZPS Barum Zlín           | 52 | 26 | 17 | 9  | 180 | 138 | 69 |
| 3.   | HC Železárny Třinec         | 52 | 28 | 8  | 16 | 174 | 140 | 64 |
| 4.   | HC Sparta Praha             | 52 | 27 | 9  | 16 | 186 | 123 | 63 |
| 5.   | HC České Budějovice         | 52 | 23 | 14 | 15 | 173 | 129 | 60 |
| 6.   | HC Keramika Plzeň           | 52 | 23 | 14 | 15 | 148 | 136 | 60 |
| 7.   | HC IPB Pojišťovna Pardubice | 52 | 20 | 13 | 19 | 128 | 126 | 53 |
| 8.   | HC Vítkovice                | 52 | 21 | 8  | 23 | 147 | 140 | 50 |
| 9.   | HC Chemopetrol Litvínov     | 52 | 19 | 10 | 23 | 130 | 144 | 48 |
| 10.  | HC Slavia Praha             | 52 | 17 | 11 | 24 | 152 | 166 | 45 |
| 11.  | HC Becherovka Karlovy Vary  | 52 | 14 | 10 | 28 | 130 | 181 | 38 |
| 12.  | HC Opava                    | 52 | 15 | 8  | 29 | 97  | 158 | 38 |
| 13.  | HC Velvana Kladno           | 52 | 11 | 15 | 26 | 119 | 175 | 37 |
| 14.  | HC Dukla Jihlava            | 52 | 7  | 11 | 34 | 88  | 188 | 25 |

Poznámky:
- (C) = držitel mistrovského titulu, (N) = nováček (minulou sezónu hrál nižší soutěž a postoupil)

### Pavouk play off
|  | Čtvrtfinále                  | Čtvrtfinále         |                    |   | Semifinále | Semifinále |  |  | Finále | Finále |
|  |                              |                     |                    |   |            |            |  |  |        |        |
|  |                              |                     |                    |   |            |            |  |  |        |        |
|  | HC Slovnaft Vsetín           | 3                   |                    |   |            |            |  |  |        |        |
|  | HC Slovnaft Vsetín           | 3                   |                    |   |            |            |  |  |        |        |
|  | HC Vítkovice                 | 1                   |                    |   |            |            |  |  |        |        |
|  | HC Vítkovice                 | 1                   | HC Slovnaft Vsetín | 3 |            |            |  |  |        |        |
|  |                              |                     | HC Slovnaft Vsetín | 3 |            |            |  |  |        |        |
|  |                              | HC Sparta Praha     | 2                  |   |            |            |  |  |        |        |
|  | HC České Budějovice          | HC Sparta Praha     | 2                  | 0 |            |            |  |  |        |        |
|  | HC České Budějovice          |                     |                    | 0 |            |            |  |  |        |        |
|  | HC Sparta Praha              | 3                   |                    |   |            |            |  |  |        |        |
|  | HC Sparta Praha              | 3                   | HC Slovnaft Vsetín | 3 |            |            |  |  |        |        |
|  |                              |                     | HC Slovnaft Vsetín | 3 |            |            |  |  |        |        |
|  |                              | HC ZPS Barum Zlín   | 0                  |   |            |            |  |  |        |        |
|  | HC ČSOB Pojišťovna Pardubice | HC ZPS Barum Zlín   | 0                  | 0 |            |            |  |  |        |        |
|  | HC ČSOB Pojišťovna Pardubice |                     |                    | 0 |            |            |  |  |        |        |
|  | HC ZPS Barum Zlín            | 3                   |                    |   |            |            |  |  |        |        |
|  | HC ZPS Barum Zlín            | 3                   | HC ZPS Barum Zlín  | 3 |            |            |  |  |        |        |
|  |                              |                     | HC ZPS Barum Zlín  | 3 |            |            |  |  |        |        |
|  |                              | HC Železárny Třinec | 2                  |   |            |            |  |  |        |        |
|  | HC Železárny Třinec          | HC Železárny Třinec | 2                  | 3 |            |            |  |  |        |        |
|  | HC Železárny Třinec          |                     |                    | 3 |            |            |  |  |        |        |
|  | HC Keramika Plzeň            | 2                   |                    |   |            |            |  |  |        |        |
|  | HC Keramika Plzeň            | 2                   |                    |   |            |            |  |  |        |        |

## Čtvrtfinále

### První čtvrtfinále
1. utkání
|  | HC Slovnaft Vsetín | 4 - 3 SN          | HC Vítkovice |  |
|  | HC Slovnaft Vsetín | (0:2,2:1,1:0,0:0) | HC Vítkovice |  |

| Souhrn zápasu Report | Souhrn zápasu Report                                                                | Souhrn zápasu Report | Souhrn zápasu Report                                     | Souhrn zápasu Report |
| -------------------- | ----------------------------------------------------------------------------------- | -------------------- | -------------------------------------------------------- | -------------------- |
|                      | 21. Pavel Patera 24. Radek Bělohlav 45. Jan Tomajko Martin Procházka rozhodující SN |                      | 3. Alexandr Čerbajev 19. Aleš Krátoška 40. Igor Varickij |                      |

2. utkání
|  | HC Slovnaft Vsetín | 3 - 1         | HC Vítkovice |  |
|  | HC Slovnaft Vsetín | (0:0,3:1,0:0) | HC Vítkovice |  |

| Souhrn zápasu Report | Souhrn zápasu Report                        | Souhrn zápasu Report | Souhrn zápasu Report | Souhrn zápasu Report |
| -------------------- | ------------------------------------------- | -------------------- | -------------------- | -------------------- |
|                      | 23. a 34. Martin Procházka 38. Zbyněk Mařák |                      | 32. Petr Jurečka     |                      |

3. utkání
|  | HC Vítkovice | 4 - 2         | HC Slovnaft Vsetín |  |
|  | HC Vítkovice | (1:0,2:1,1:1) | HC Slovnaft Vsetín |  |

| Souhrn zápasu Report | Souhrn zápasu Report                                                        | Souhrn zápasu Report | Souhrn zápasu Report                   | Souhrn zápasu Report |
| -------------------- | --------------------------------------------------------------------------- | -------------------- | -------------------------------------- | -------------------- |
|                      | 4. Igor Varickij 21. Luděk Krayzel 38. Martin Kotásek 60. Alexandr Čerbajev |                      | 22. Ondřej Kratěna 60. Libor Zábranský |                      |

4. utkání
|  | HC Vítkovice | 1 - 3         | HC Slovnaft Vsetín |  |
|  | HC Vítkovice | (0:0,1:1,0:2) | HC Slovnaft Vsetín |  |

| Souhrn zápasu Report | Souhrn zápasu Report | Souhrn zápasu Report | Souhrn zápasu Report                                  | Souhrn zápasu Report |
| -------------------- | -------------------- | -------------------- | ----------------------------------------------------- | -------------------- |
|                      | 38. David Moravec    |                      | 22. Martin Procházka 50. Pavel Patera 55. Jan Tomajko |                      |

- Vítěz HC Slovnaft Vsetín 3:1 na zápasy

### Druhé čtvrtfinále
1. utkání
|  | HC Sparta Praha | 4 - 3 SN          | HC České Budějovice |  |
|  | HC Sparta Praha | (1:1,2:0,0:2,0:0) | HC České Budějovice |  |

| Souhrn zápasu Report | Souhrn zápasu Report                                                                   | Souhrn zápasu Report | Souhrn zápasu Report                   | Souhrn zápasu Report |
| -------------------- | -------------------------------------------------------------------------------------- | -------------------- | -------------------------------------- | -------------------- |
|                      | 12. Jan Hlaváč 30. František Ptáček 39. Jaroslav Hlinka Patrik Martinec rozhodující SN |                      | 8. a 44. Peter Bartoš 50. Radek Ťoupal |                      |

2. utkání
|  | HC Sparta Praha | 2 - 0         | HC České Budějovice |  |
|  | HC Sparta Praha | (0:0,1:0,1:0) | HC České Budějovice |  |

| Souhrn zápasu Report | Souhrn zápasu Report                  | Souhrn zápasu Report | Souhrn zápasu Report | Souhrn zápasu Report |
| -------------------- | ------------------------------------- | -------------------- | -------------------- | -------------------- |
|                      | 23. Jaroslav Bednář 60. David Výborný |                      |                      |                      |

3. utkání
|  | HC České Budějovice | 1 - 3         | HC Sparta Praha |  |
|  | HC České Budějovice | (0:1,0:2,1:0) | HC Sparta Praha |  |

| Souhrn zápasu Report | Souhrn zápasu Report | Souhrn zápasu Report | Souhrn zápasu Report                                  | Souhrn zápasu Report |
| -------------------- | -------------------- | -------------------- | ----------------------------------------------------- | -------------------- |
|                      | 45. Peter Bartoš     |                      | 12. Jaroslav Bednář 34. Václav Novák 36. Jiří Zelenka |                      |

- Vítěz HC Sparta Praha 3:0 na zápasy

### Třetí čtvrtfinále
1. utkání
|  | HC ZPS Barum Zlín | 1 - 0         | HC IPB Pojišťovna Pardubice |  |
|  | HC ZPS Barum Zlín | (0:0,1:0,0:0) | HC IPB Pojišťovna Pardubice |  |

| Souhrn zápasu Report | Souhrn zápasu Report | Souhrn zápasu Report | Souhrn zápasu Report | Souhrn zápasu Report |
| -------------------- | -------------------- | -------------------- | -------------------- | -------------------- |
|                      | 22. Jiří Marušák     |                      |                      |                      |

2. utkání
|  | HC ZPS Barum Zlín | 2 - 0         | HC IPB Pojišťovna Pardubice |  |
|  | HC ZPS Barum Zlín | (0:0,1:0,1:0) | HC IPB Pojišťovna Pardubice |  |

| Souhrn zápasu Report | Souhrn zápasu Report               | Souhrn zápasu Report | Souhrn zápasu Report | Souhrn zápasu Report |
| -------------------- | ---------------------------------- | -------------------- | -------------------- | -------------------- |
|                      | 35. Petr Čajánek 56. Roman Meluzín |                      |                      |                      |

3. utkání
|  | HC IPB Pojišťovna Pardubice | 1 - 2 PP          | HC ZPS Barum Zlín |  |
|  | HC IPB Pojišťovna Pardubice | (0:1,1:0,0:0,0:1) | HC ZPS Barum Zlín |  |

| Souhrn zápasu Report | Souhrn zápasu Report    | Souhrn zápasu Report | Souhrn zápasu Report               | Souhrn zápasu Report |
| -------------------- | ----------------------- | -------------------- | ---------------------------------- | -------------------- |
|                      | 37. Stanislav Procházka |                      | 10. Tomáš Kapusta 68. Petr Čajánek |                      |

- Vítěz HC ZPS Barum Zlín 3:0 na zápasy

### Čtvrté čtvrtfinále
1. utkání
|  | HC Železárny Třinec | 2 - 4         | HC Keramika Plzeň |  |
|  | HC Železárny Třinec | (1:0,1:2,0:2) | HC Keramika Plzeň |  |

| Souhrn zápasu Report | Souhrn zápasu Report               | Souhrn zápasu Report | Souhrn zápasu Report                                                        | Souhrn zápasu Report |
| -------------------- | ---------------------------------- | -------------------- | --------------------------------------------------------------------------- | -------------------- |
|                      | 14. Branislav Jánoš 31. Petr Folta |                      | 23. Robert Jindřich 25. Martin Špaňhel 56. Pavel Augusta 59. Martin Špaňhel |                      |

2. utkání
|  | HC Železárny Třinec | 4 - 2         | HC Keramika Plzeň |  |
|  | HC Železárny Třinec | (0:1,3:1,1:0) | HC Keramika Plzeň |  |

| Souhrn zápasu Report | Souhrn zápasu Report                                                  | Souhrn zápasu Report | Souhrn zápasu Report              | Souhrn zápasu Report |
| -------------------- | --------------------------------------------------------------------- | -------------------- | --------------------------------- | -------------------- |
|                      | 24. Petr Gřegořek 30. Richard Král 38. Petr Folta 60. Libor Procházka |                      | 1. Petr Kořínek 26. Pavel Geffert |                      |

3. utkání
|  | HC Keramika Plzeň | 3 - 2         | HC Železárny Třinec |  |
|  | HC Keramika Plzeň | (1:1,1:1,1:0) | HC Železárny Třinec |  |

| Souhrn zápasu Report | Souhrn zápasu Report                                | Souhrn zápasu Report | Souhrn zápasu Report               | Souhrn zápasu Report |
| -------------------- | --------------------------------------------------- | -------------------- | ---------------------------------- | -------------------- |
|                      | 3. Michal Straka 23. Milan Antoš 53. David Pospíšil |                      | 18. Richard Král 24. Václav Pletka |                      |

4. utkání
|  | HC Keramika Plzeň | 3 - 6         | HC Železárny Třinec |  |
|  | HC Keramika Plzeň | (3:4,0:1,0:1) | HC Železárny Třinec |  |

| Souhrn zápasu Report | Souhrn zápasu Report                                  | Souhrn zápasu Report | Souhrn zápasu Report                                                                                | Souhrn zápasu Report |
| -------------------- | ----------------------------------------------------- | -------------------- | --------------------------------------------------------------------------------------------------- | -------------------- |
|                      | 2. Pavel Augusta 14. David Pospíšil 16. Michal Straka |                      | 5. Mario Cartelli 12. Branislav Jánoš 13. Viktor Ujčík 16. Aleš Zima 34. Petr Folta 49. Jan Peterek |                      |

5. utkání
|  | HC Železárny Třinec | 4 - 1         | HC Keramika Plzeň |  |
|  | HC Železárny Třinec | (1:0,1:1,2:0) | HC Keramika Plzeň |  |

| Souhrn zápasu Report | Souhrn zápasu Report                                                  | Souhrn zápasu Report | Souhrn zápasu Report | Souhrn zápasu Report |
| -------------------- | --------------------------------------------------------------------- | -------------------- | -------------------- | -------------------- |
|                      | 12. Jiří Kuntoš 31. Petr Folta 43. Mario Cartelli 54. Ľubomír Sekeráš |                      | 38. Petr Kořínek     |                      |

- Vítěz HC Železárny Třinec 3:2 na zápasy

## Semifinále

### První semifinále
1. utkání
|  | HC Slovnaft Vsetín | 2 - 1 PP          | HC Sparta Praha |  |
|  | HC Slovnaft Vsetín | (1:0,0:1,0:0,1:0) | HC Sparta Praha |  |

| Souhrn zápasu Report | Souhrn zápasu Report             | Souhrn zápasu Report | Souhrn zápasu Report | Souhrn zápasu Report |
| -------------------- | -------------------------------- | -------------------- | -------------------- | -------------------- |
|                      | 12. Pavel Patera 67. Jiří Dopita |                      | 35. Michal Sýkora    |                      |

2. utkání
|  | HC Slovnaft Vsetín | 2 - 3         | HC Sparta Praha |  |
|  | HC Slovnaft Vsetín | (1:1,0:0,1:2) | HC Sparta Praha |  |

| Souhrn zápasu Report | Souhrn zápasu Report                  | Souhrn zápasu Report | Souhrn zápasu Report                                   | Souhrn zápasu Report |
| -------------------- | ------------------------------------- | -------------------- | ------------------------------------------------------ | -------------------- |
|                      | 10. Radek Bělohlav 48. Ondřej Kratěna |                      | 7. Richard Žemlička 49. Michal Sýkora 50. Jiří Zelenka |                      |

3. utkání
|  | HC Sparta Praha | 2 - 4         | HC Slovnaft Vsetín |  |
|  | HC Sparta Praha | (1:2,1:1,0:1) | HC Slovnaft Vsetín |  |

| Souhrn zápasu Report | Souhrn zápasu Report      | Souhrn zápasu Report | Souhrn zápasu Report                                                    | Souhrn zápasu Report |
| -------------------- | ------------------------- | -------------------- | ----------------------------------------------------------------------- | -------------------- |
|                      | 12. a 30. Patrik Martinec |                      | 4. Tomáš Sršeň 10. Radek Bělohlav 29. Martin Procházka 60. Pavel Patera |                      |

4. utkání
|  | HC Sparta Praha | 4 - 1         | HC Slovnaft Vsetín |  |
|  | HC Sparta Praha | (1:0,2:1,1:0) | HC Slovnaft Vsetín |  |

| Souhrn zápasu Report | Souhrn zápasu Report                                           | Souhrn zápasu Report | Souhrn zápasu Report | Souhrn zápasu Report |
| -------------------- | -------------------------------------------------------------- | -------------------- | -------------------- | -------------------- |
|                      | 22. a 35. Jaroslav Bednář 16. Patrik Martinec 59. Petr Havelka |                      | 24. Tomáš Sršeň      |                      |

5. utkání
|  | HC Slovnaft Vsetín | 1 - 0 SN          | HC Sparta Praha |  |
|  | HC Slovnaft Vsetín | (0:0,0:0,0:0,0:0) | HC Sparta Praha |  |

| Souhrn zápasu Report | Souhrn zápasu Report      | Souhrn zápasu Report | Souhrn zápasu Report | Souhrn zápasu Report |
| -------------------- | ------------------------- | -------------------- | -------------------- | -------------------- |
|                      | Tomáš Sršeň rozhodujíc SN |                      |                      |                      |

- Vítěz HC Slovnaft Vsetín 3:2 na zápasy

### Druhé semifinále
1. utkání
|  | HC ZPS Barum Zlín | 5 - 1         | HC Železárny Třinec |  |
|  | HC ZPS Barum Zlín | (2:0,2:1,1:0) | HC Železárny Třinec |  |

| Souhrn zápasu Report | Souhrn zápasu Report                                                                 | Souhrn zápasu Report | Souhrn zápasu Report | Souhrn zápasu Report |
| -------------------- | ------------------------------------------------------------------------------------ | -------------------- | -------------------- | -------------------- |
|                      | 2. Josef Štraub 20. Patrik Hučko 28. Jiří Marušák 30. Petr Čajánek 59. Ondřej Veselý |                      | 31. Petr Folta       |                      |

2. utkání
|  | HC ZPS Barum Zlín | 2 - 1         | HC Železárny Třinec |  |
|  | HC ZPS Barum Zlín | (1:1,0:0,1:0) | HC Železárny Třinec |  |

| Souhrn zápasu Report | Souhrn zápasu Report                | Souhrn zápasu Report | Souhrn zápasu Report | Souhrn zápasu Report |
| -------------------- | ----------------------------------- | -------------------- | -------------------- | -------------------- |
|                      | 11. Roman Meluzín 51. Roman Meluzín |                      | 15. Jozef Daňo       |                      |

3. utkání
|  | HC Železárny Třinec | 5 - 1         | HC ZPS Barum Zlín |  |
|  | HC Železárny Třinec | (1:1,2:0,2:0) | HC ZPS Barum Zlín |  |

| Souhrn zápasu | Souhrn zápasu                                                                              | Souhrn zápasu | Souhrn zápasu   | Souhrn zápasu |
| ------------- | ------------------------------------------------------------------------------------------ | ------------- | --------------- | ------------- |
|               | 20. Branislav Jánoš 22. Viktor Ujčík 24. Viktor Ujčík 46. Viktor Ujčík 49. Branislav Jánoš |               | 1. Jiří Marušák |               |

4. utkání
|  | HC Železárny Třinec | 5 - 4         | HC ZPS Barum Zlín |  |
|  | HC Železárny Třinec | (1:2,1:2,3:0) | HC ZPS Barum Zlín |  |

| Souhrn zápasu Report | Souhrn zápasu Report                                                                 | Souhrn zápasu Report | Souhrn zápasu Report                                                     | Souhrn zápasu Report |
| -------------------- | ------------------------------------------------------------------------------------ | -------------------- | ------------------------------------------------------------------------ | -------------------- |
|                      | 11. Jiří Kuntoš 36. Tomáš Chlubna 45. Aleš Zima 46. Richard Král 47. Branislav Jánoš |                      | 1. Tomáš Kapusta 9. Petr Čajánek 25. Jaroslav Balaštík 33. Miroslav Okál |                      |

5. utkání
|  | HC ZPS Barum Zlín | 3 - 2         | HC Železárny Třinec |  |
|  | HC ZPS Barum Zlín | (2:1,0:0,1:1) | HC Železárny Třinec |  |

| Souhrn zápasu Report | Souhrn zápasu Report                                | Souhrn zápasu Report | Souhrn zápasu Report                 | Souhrn zápasu Report |
| -------------------- | --------------------------------------------------- | -------------------- | ------------------------------------ | -------------------- |
|                      | 10. Tomáš Žižka 16. Ondřej Veselý 44. Miroslav Okál |                      | 7. Václav Pletka 51. Ľubomír Sekeráš |                      |

- Vítěz HC ZPS Barum Zlín 3:2 na zápasy

## Finále
1. utkání
|  | HC Slovnaft Vsetín | 3 - 1           | HC ZPS Barum Zlín |  |
|  | HC Slovnaft Vsetín | (1:0, 2:0, 0:1) | HC ZPS Barum Zlín |  |

| Souhrn zápasu Report | Souhrn zápasu Report                                                 | Souhrn zápasu Report | Souhrn zápasu Report   | Souhrn zápasu Report |
| -------------------- | -------------------------------------------------------------------- | -------------------- | ---------------------- | -------------------- |
|                      | 10:26 Martin Procházka 28:17 Martin Procházka 31:43 Martin Procházka |                      | 49:10 Rostislav Malena |                      |

2. utkání
|  | HC Slovnaft Vsetín | 4 - 3           | HC ZPS Barum Zlín |  |
|  | HC Slovnaft Vsetín | (3:0, 0:1, 1:2) | HC ZPS Barum Zlín |  |

| Souhrn zápasu Report | Souhrn zápasu Report                                                                 | Souhrn zápasu Report | Souhrn zápasu Report                                       | Souhrn zápasu Report |
| -------------------- | ------------------------------------------------------------------------------------ | -------------------- | ---------------------------------------------------------- | -------------------- |
|                      | 4:58 Pavel Patera 18:13 Martin Procházka 19:13 Radek Bělohlav 41:23 Martin Procházka |                      | 29:52 Roman Meluzín 42:43 Roman Meluzín 59:03 Marek Zadina |                      |

3. utkání
|  | HC ZPS Barum Zlín | 2 - 4           | HC Slovnaft Vsetín |  |
|  | HC ZPS Barum Zlín | (1:0, 0:3, 1:1) | HC Slovnaft Vsetín |  |

| Souhrn zápasu Report | Souhrn zápasu Report                  | Souhrn zápasu Report | Souhrn zápasu Report                                                         | Souhrn zápasu Report |
| -------------------- | ------------------------------------- | -------------------- | ---------------------------------------------------------------------------- | -------------------- |
|                      | 17:10 Patrik Hučko 44:23 Petr Čajánek |                      | 24:01 Tomáš Sršeň 24:51 Michal Broš 34:57 Martin Procházka 51:38 Jan Tomajko |                      |

- Vítěz HC Slovnaft Vsetín 3:0 na zápasy

## Baráž o extraligu
| Datum utkání          | Domácí            | Hosté             | Výsledek | Třetiny              | Report                |                  |                   |     |                 |  |
| --------------------- | ----------------- | ----------------- | -------- | -------------------- | --------------------- | ---------------- | ----------------- | --- | --------------- |  |
| Datum utkání          | Domácí            | Hosté             | Výsledek | Třetiny              | 1. zápas (28. března) | HC Dukla Jihlava | HC Znojemští Orli | 1:6 | (1:2, 0:2, 0:2) |  |
| 2. zápas (29. března) | HC Dukla Jihlava  | HC Znojemští Orli | 2:3 (PP) | (1:1, 1:1, 0:0, 0:1) |                       |                  |                   |     |                 |  |
| 3. zápas (1. dubna)   | HC Znojemští Orli | HC Dukla Jihlava  | 4:1      | (1:1, 3:0, 0:0)      |                       |                  |                   |     |                 |  |
| 4. zápas (2. dubna)   | HC Znojemští Orli | HC Dukla Jihlava  | 2:3 (PP) | (0:0, 2:0, 0:2, 0:1) |                       |                  |                   |     |                 |  |
| 5. zápas (5. dubna)   | HC Dukla Jihlava  | HC Znojemští Orli | 8:2      | (1:0, 3:0, 4:2)      |                       |                  |                   |     |                 |  |
| 6. zápas (7. dubna)   | HC Znojemští Orli | HC Dukla Jihlava  | 1:3      | (0:0, 1:2, 0:1)      |                       |                  |                   |     |                 |  |
| 7. zápas (9. dubna)   | HC Dukla Jihlava  | HC Znojemští Orli | 2:3      | (0:0, 0:2, 2:1)      |                       |                  |                   |     |                 |  |

- HC Dukla Jihlava – HC Znojemští Orli 3:4 na zápasy:

HC Dukla Jihlava sestoupila do 1. ligy a HC Znojemští Orli si vybojovali právo účasti v extralize v dalším ročníku.

## Nejproduktivnější hráči základní části
Toto je konečné pořadí hráčů podle dosažených bodů. Za jeden vstřelený gól nebo přihrávku na gól hráč získal jeden bod.
| Poř. | Hráč             | Tým                 | Z  | G  | A  | B  | TM | +/- |
| ---- | ---------------- | ------------------- | -- | -- | -- | -- | -- | --- |
| 1.   | David Výborný    | HC Sparta Praha     | 52 | 24 | 46 | 70 | 22 | 22  |
| 2.   | Václav Král      | HC České Budějovice | 52 | 30 | 28 | 58 | 53 | 35  |
| 3.   | Patrik Martinec  | HC Sparta Praha     | 52 | 11 | 46 | 57 | 18 | 18  |
| 4.   | Vladimír Růžička | HC Slavia Praha     | 50 | 25 | 31 | 56 | 22 | 2   |
| 5.   | Richard Král     | HC Oceláři Třinec   | 47 | 15 | 41 | 56 | 84 | 11  |
| 6.   | Radek Ťoupal     | HC České Budějovice | 52 | 13 | 43 | 56 | 26 | 13  |
| 7.   | Vladimír Vůjtek  | HC Vítkovice        | 47 | 20 | 35 | 55 | 75 | 10  |
| 8.   | Jan Hlaváč       | HC Sparta Praha     | 49 | 33 | 20 | 53 | 52 | 20  |
| 9.   | Pavel Patera     | HC Slovnaft Vsetín  | 52 | 16 | 37 | 53 | 58 | 18  |
| 10.  | Roman Meluzín    | HC ZPS Barum Zlín   | 47 | 24 | 28 | 52 | 12 | 23  |

## Nejproduktivnější hráči play-off
Toto je konečné pořadí hráčů podle dosažených bodů. Za jeden vstřelený gól nebo přihrávku na gól hráč získal jeden bod.
| Poř. | Hráč             | Tým                 | Z  | G  | A  | B  | TM | +/- |
| ---- | ---------------- | ------------------- | -- | -- | -- | -- | -- | --- |
| 1.   | Martin Procházka | HC Slovnaft Vsetín  | 12 | 11 | 9  | 20 | 0  | 9   |
| 2.   | Pavel Patera     | HC Slovnaft Vsetín  | 12 | 5  | 10 | 15 | 2  | 9   |
| 3.   | Petr Čajánek     | HC ZPS Barum Zlín   | 11 | 5  | 7  | 12 | 12 | 6   |
| 4.   | Richard Král     | HC Železárny Třínec | 10 | 3  | 7  | 10 | 30 | 1   |
| 5.   | Petr Folta       | HC Železárny Třínec | 10 | 5  | 4  | 9  | 4  | -3  |
| 6.   | Branislav Jánoš  | HC Železárny Třínec | 10 | 5  | 3  | 8  | 6  | 1   |
| 7.   | Viktor Ujčík     | HC Železárny Třínec | 10 | 4  | 4  | 8  | 18 | 4   |
| 8.   | Ľubomír Sekeráš  | HC Železárny Třínec | 10 | 2  | 6  | 8  | 6  | 7   |
| 9.   | Roman Meluzín    | HC ZPS Barum Zlín   | 11 | 5  | 2  | 7  | 6  | 6   |
| 10.  | Jiří Marušák     | HC ZPS Barum Zlín   | 11 | 3  | 4  | 7  | 4  | 4   |

| Umístění         | Mužstvo             | Hráči |
| ---------------- | ------------------- | --- |
| Zlatá medaile    | HC Slovnaft Vsetín  | Brankáři: Roman Čechmánek, Ivo Pešat Obránci: Alexej Jaškin, Jan Srdínko, Petr Suchý, Michal Šafařík, Radim Tesařík, Jiří Veber, Libor Zábranský, Pavel Zubíček, Tomáš Jakeš Útočníci: Pavel Patera, Martin Procházka, Radek Bělohlav, Michal Broš, Tomáš Demel, Jiří Dopita, Ondřej Kavulič, Ondřej Kratěna, Zbyněk Mařák, Martin Paroulek, Tomáš Sršeň, Roman Stantien, Jan Tomajko Trenéři Zdislav Tabara a Miroslav Venkrbec                                                                        |
| Stříbrná medaile | HC ZPS Barum Zlín   | Brankáři: Jaroslav Kameš, Richard Hrazdíra, Petr Tuček Obránci: Martin Hamrlík, Patrik Hučko, Jiří Marušák, Pavel Mojžíš, Karel Rachůnek, Tomáš Žižka, Karel Šefčík, David Březík, Rostislav Malena, Jiří Jemelka, Marek Dora Útočníci: Roman Meluzín, Petr Čajánek, Josef Štraub, Marek Zadina, Miroslav Okál, Michal Tomek, Petr Leška, Tomáš Kapusta, Petr Vala, Ondřej Veselý, Jaroslav Balašík, Martin Ambruz, Tomáš Martinák, Ivan Rachůnek, Martin Erat Trenéři Zdeněk Venera a Antonín Stavjaňa |
| Bronzová medaile | HC Železárny Třinec | Brankáři: Radovan Biegl, Vlastimil Lakosil, Josef Lucák Obránci: Ľubomír Sekeráš, Jiří Kuntoš, Petr Gřegořek, Miroslav Číhal, Stanislav Pavelec, Robert Kántor, Mario Cartelli, Robert Procházka, Filip Štefanka Útočníci: Richard Král, Jozef Daňo, Viktor Ujčík, Ladislav Lubina, Jan Peterek, Václav Pletka, Roman Kaděra, Petr Folta, Tomáš Chlubna, Aleš Zima, Branislav Jánoš, Martin Havlát, Jan Marek, Patrik Moskal Trenéři Alois Hadamczik (Herstus, Jaroslav Jágr) a Kamil Konečný           |

## Rozhodčí

### Hlavní
- Všichni

- Jiří Balej
- Petr Bolina
- Oldřich Brada
- Jan Fiala
- Ivo Haber
- Roman Haškovec
- Jaroslav Havlík
- Martin Homola
- Radek Husička
- Milan Kolísek
- František Rejthar
- Tomáš Svoboda
- Vladimír Šindler
- Ladislav Vokurka

### Čároví
- Všichni

- Miloš Bádal –  Roman Pouzar
- Stanislav Barvíř –  Petr Blümel
- Jaromír Bláha –  Alexandr Fedoročko
- Václav Český –  Ladislav Rouspetr
- Vilém Cambal –  Michal Unzeitig
- Jan Čížek –  Jan Padevět
- Evžen Kostka –  Pavel Fiala
- Roman Frühauf –  Tomáš Průcha
- Miroslav Dvořák –  Radovan Křivský
- Václav Guth –  David Rittich
- Miloslav Husák –  Petr Charvát
- Luboš Chytil –  Radek Vöröš
- Tomáš Pešek –  Ladislav Rouspetr
- Jaroslav Grochol –  Rudolf Klapetek
- Petr Hauser –  Aleš Pokorný
- Jiří Kareš –  Jiří Pešan